# Notochoerus
Notochoerus és un gènere extint de mamífers artiodàctils de la família dels súids que visqueren a Àfrica des del Pliocè inferior fins al Plistocè superior, fa entre 11.700 anys i 5,3 milions d'anys. Se n'han trobat restes fòssils a Etiòpia, Kenya, Malawi, Sud-àfrica, Tanzània, Tunísia i Uganda. Les espècies d'aquest grup són súids grossos, amb un pes adult de fins a 450 kg, i dotats d'un crani llarg. Tenien dos ullals grossos a cada maxil·lar, que apuntaven cap endavant i cap al costat. El nom genèric Notochoerus significa ‘porc del sud’.